# 吉田集而
吉田 集而（よしだ しゅうじ、 1943年8月14日 - 2004年6月22日）は、日本の文化人類学者。学位は、薬学博士。元国立民族学博物館教授。

## 経歴
京都府出身。京都大学薬学部を経て、同大学院薬学研究科修士課程・博士課程修了。国立民族学博物館助手、助教授、同博物館地域研究企画交流センター教授、同博物館民族文化研究部教授を歴任。
2001年12月、脳幹出血で倒れて入院。その後は療養生活を続けたが、2004年6月22日に肺炎のため死去。享年60。

## 主な著作

### 単著
- 『不死身のナイティ―ニューギニア・イワム族の戦いと食人―』（平凡社）
- 『性と呪術の民族誌―ニューギニア・イワム族の「男と女」』（平凡社）
- 『東方アジアの酒の起源』（ドメス出版）
- 『風呂のエクスタシー―入浴の文化人類学―』（平凡社）

### 共著
- 『アベゼデス・マトリクス』（米山俊直・TaKaRa酒生活文化研究所、TaKaRa酒生活文化研究所・世界文化社）

### 編著
- 『生活技術の人類学―国立民族学博物館の記録―』（平凡社）
- 『眠りの文化論』（平凡社）

### 共編著
- 『酒づくりの民族誌』（山本紀夫、八坂書房）
- 『酒と日本文明』（梅棹忠夫、弘文堂）
- 『酒がSAKIと呼ばれる日―日本酒グローバル化宣言―』（玉村豊男、TaKaRa酒生活文化研究所・世界文化社）
- 『眠り衣の文化誌―眠りの装いを考える―』（睡眠文化研究所、冬青社）
- 『イモとヒト-人類の生存を支えた根栽農耕 その起源と展開』（堀田満・印東道子、平凡社）